# Teretrurus rhodogaster
Teretrurus rhodogaster – gatunek węża z rodziny tarczogonowatych (Uropeltidae). Występuje w południowych Indiach.